# Perconia cretaria
Perconia cretaria är en fjärilsart som beskrevs av Evans 1844. Perconia cretaria ingår i släktet Perconia och familjen mätare. Inga underarter finns listade i Catalogue of Life.